# Стрижавський ліс
Стрижавський ліс — ботанічний заказник місцевого значення, розташований на території Ставищенського району Київської області.
Ботанічний заказник розташований в межах Ставищенського лісництва, ДП «Білоцерківське лісове господарство» – квартал 58 виділи 1—3, квартал 59 виділи 1—6, квартал 60 виділи 1, 2, 4, 5, квартал 61 виділи 1, 3—5, 7, 8, 10 в адміністративних
межах Стрижавської сільської ради Ставищенського району. 
Оголошено рішенням 16 сесії ХХІ скликання Київської обласної ради від 10 березня 1994 року № 30.
Ботанічний заказник є масивом молодого лісу із багатим флористичним складом.

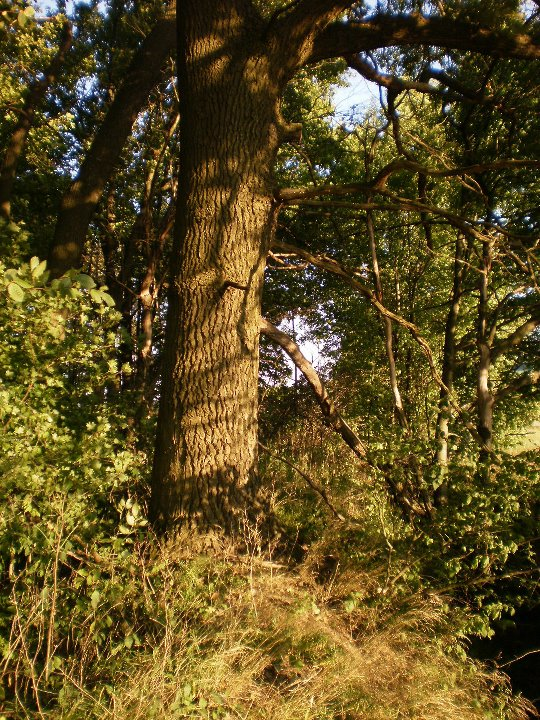